# كيرستن وايلد
كيرستن وايلد (بالهولندية: Kirsten Wild)‏ مواليد 15 أكتوبر 1982 في ألميلو، هي دراجة هولندية. شاركت في دورة الألعاب الأولمبية الصيفية.

## سباقات أو مراحل فازت بها
- بطولة العالم لسباق الدراجات على الطريق

## الميداليات
| الميدالية | المسابقة                                    |
| --------- | ------------------------------------------- |
| برونزية   | بطولة العالم لسباق الدراجات على الطريق 2012 |

## سباقات أو مراحل فاز بها
| التاريخ        | السباق                                                           | المركز                                         |
| -------------- | ---------------------------------------------------------------- | ---------------------------------------------- |
| 11 أبريل 2004  | Novilon Internationale Damesronde van Drenthe 2004               |                                                |
| 04 يونيو 2004  | Omloop door Middag-Humsterland 2004                              |                                                |
| 16 أبريل 2005  | Ronde van Gelderland 2005                                        |                                                |
| 08 أبريل 2006  | Novilon Internationale Damesronde van Drenthe 2006               |                                                |
| 03 يونيو 2006  | Omloop door Middag-Humsterland 2006                              | الفائز في التصنيف العام                        |
| 17 يونيو 2006  | Ster Zeeuwsche Eilanden 2006                                     | الفائز في التصنيف العام                        |
| 20 يونيو 2006  | سباق الدراجات ضد الساعة للسيدات في بطولة هولندا 2006             |                                                |
| 28 يوليو 2006  | Open de Suède Vårgårda RR 2006                                   | التاسع في التصنيف العام                        |
| 03 سبتمبر 2006 | 2006 Lowland International Rotterdam Tour                        |                                                |
| 10 سبتمبر 2006 | Tour of Nuremberg Women 2006                                     | العاشر في التصنيف العام                        |
| 18 مارس 2007   | Omloop Het Volk women's race 2007                                | العاشر في التصنيف العام                        |
| 03 يونيو 2007  | 2007 Tour de Pologne féminin                                     | الفائز في التصنيف العام                        |
| 10 يونيو 2007  | Kasseien Omloop Exloo 2007                                       |                                                |
| 23 يونيو 2007  | Ster Zeeuwsche Eilanden 2007                                     |                                                |
| 16 مارس 2008   | Omloop Het Volk women's race 2008                                | الفائز في التصنيف العام                        |
| 13 أبريل 2008  | Novilon Eurocup Ronde van Drenthe 2008                           |                                                |
| 26 أبريل 2008  | Omloop van Borsele 2008                                          | الفائز في التصنيف العام                        |
| 08 يونيو 2008  | Therme Kasseienomloop 2008                                       | الفائز في التصنيف العام                        |
| 21 يونيو 2008  | Ster Zeeuwsche Eilanden 2008                                     |                                                |
| 31 أغسطس 2008  | سباق الدراجات ضد الساعة للسيدات في بطولة هولندا 2008             |                                                |
| 10 فبراير 2009 | 2009 Ladies Tour of Qatar                                        | الفائز في التصنيف العام                        |
| 25 أبريل 2009  | Omloop van Borsele 2009                                          | الفائز في التصنيف العام                        |
| 26 أبريل 2009  | Grote Prijs Stad Roeselare 2009                                  | الفائز في التصنيف العام                        |
| 04 يونيو 2009  | Tour du Grand Montréal 2009                                      | الفائز في التصنيف العام                        |
| 03 يوليو 2009  | طواف إيطاليا للسيدات 2009، مرحلة المقدمة                         | متصدر الترتيب العام في نهاية المرحلة           |
| 27 أغسطس 2009  | سباق الدراجات ضد الساعة للسيدات في بطولة هولندا 2009             |                                                |
| 06 سبتمبر 2009 | بويز ليديز تور 2009                                              |                                                |
| 13 سبتمبر 2009 | Tour of Nuremberg Women 2009                                     | الفائز في التصنيف العام                        |
| 05 فبراير 2010 | طواف قطر للنساء 2010                                             | الفائز في التصنيف العام                        |
| 05 أبريل 2010  | Grand Prix de Dottignies 2010                                    | الفائز في التصنيف العام                        |
| 11 أبريل 2010  | Novilon Eurocup Ronde van Drenthe 2010                           |                                                |
| 17 أبريل 2010  | Ronde van Gelderland 2010                                        | الفائز في التصنيف العام                        |
| 24 أبريل 2010  | Omloop van Borsele 2010                                          | الفائز في التصنيف العام                        |
| 25 أبريل 2010  | Grote Prijs Stad Roeselare 2010                                  | الفائز في التصنيف العام                        |
| 07 مايو 2010   | طواف جزيرة تشونغ مينغ سباق المرحلة 2010                          |                                                |
| 05 يونيو 2010  | 2010 Omloop van de IJsseldelta                                   | الفائز في التصنيف العام                        |
| 06 يونيو 2010  | Therme Kasseienomloop 2010                                       |                                                |
| 19 يونيو 2010  | Ster Zeeuwsche Eilanden 2010                                     | الفائز في التصنيف العام                        |
| 23 يونيو 2010  | سباق الدراجات ضد الساعة للسيدات في بطولة هولندا 2010             |                                                |
| 01 أغسطس 2010  | أوبن دي سويد فارجاردا - سباق الطريق 2010                         | الفائز في التصنيف العام                        |
| 05 سبتمبر 2010 | بويز ليديز تور 2010                                              |                                                |
| 17 أبريل 2011  | Ronde van Gelderland 2011                                        |                                                |
| 23 أبريل 2011  | Omloop van Borsele 2011                                          | الفائز في التصنيف العام                        |
| 28 مايو 2011   | 7-Dorpenomloop Aalburg 2011                                      |                                                |
| 18 يونيو 2011  | Ster Zeeuwsche Eilanden 2011                                     |                                                |
| 11 سبتمبر 2011 | بويز ليديز تور 2011                                              |                                                |
| 03 فبراير 2012 | طواف قطر للنساء 2012                                             |                                                |
| 16 يونيو 2012  | Ster Zeeuwsche Eilanden 2012                                     | الفائز في التصنيف العام                        |
| 01 فبراير 2013 | طواف قطر للنساء 2013                                             | الفائز في التصنيف العام                        |
| 20 مارس 2013   | دفارز دور فلاندرز للسيدات 2013                                   | الفائز في التصنيف العام                        |
| 24 مارس 2013   | Gand-Wevelgem féminin 2013                                       | الفائز في التصنيف العام                        |
| 07 أبريل 2013  | هيلثي أجينج تور 2013                                             |                                                |
| 14 أبريل 2013  | Ronde van Gelderland 2013                                        | الفائز في التصنيف العام                        |
| 28 يوليو 2013  | Tour de Bochum 2013                                              |                                                |
| 08 سبتمبر 2013 | بويز ليديز تور 2013                                              |                                                |
| 07 فبراير 2014 | طواف قطر للنساء 2014                                             | الفائز في التصنيف العام                        |
| 16 مارس 2014   | Novilon EDR Cup 2014                                             | الفائز في التصنيف العام                        |
| 13 أبريل 2014  | هيلثي أجينج تور 2014                                             |                                                |
| 20 أبريل 2014  | Ronde van Gelderland 2014                                        | الفائز في التصنيف العام                        |
| 16 مايو 2014   | طواف جزيرة تشونغ مينغ 2014                                       | الفائز في التصنيف العام                        |
| 18 مايو 2014   | طواف جزيرة تشونغ مينغ كأس العالم 2014                            | الفائز في التصنيف العام                        |
| 01 يناير 2015  | 2015 UCI Track Cycling World Championships – women's scratch     |                                                |
| 15 مارس 2015   | Novilon Eurocup 2015                                             | الفائز في التصنيف العام                        |
| 12 أبريل 2015  | هيلثي أجينج تور 2015                                             |                                                |
| 19 أبريل 2015  | Ronde van Gelderland 2015                                        | الفائز في التصنيف العام                        |
| 25 أبريل 2015  | Omloop van Borsele 2015                                          | الفائز في التصنيف العام                        |
| 15 مايو 2015   | طواف جزيرة تشونغ مينغ سباق المرحلة 2015                          | الفائز في التصنيف العام                        |
| 04 يونيو 2015  | جائزة غاتينو الكبرى للدراجات 2015                                | الفائز في التصنيف العام                        |
| 20 يونيو 2015  | 2015 Omloop van de IJsseldelta                                   | الفائز في التصنيف العام                        |
| 01 يناير 2016  | 2016 UEC European Track Championships – women's points race      |                                                |
| 01 يناير 2016  | 2016 UEC European Track Championships – women's elimination race |                                                |
| 05 فبراير 2016 | طواف قطر للنساء 2016                                             |                                                |
| 30 أبريل 2016  | طواف يوركشاير للسيدات 2016                                       | الفائز في التصنيف العام                        |
| 30 يوليو 2016  | رايد لندن الكلاسيكي 2016                                         | الفائز في التصنيف العام                        |
| 15 أكتوبر 2016 | سباق الطريق للسيدات في بطولة العالم 2016                         |                                                |
| 17 يناير 2017  | طواف سانتوس للسيدات 2017                                         |                                                |
| 01 يناير 2018  | بطولة العالم للدراجات على المضمار 2018 – سباق الأومنيوم للسيدات  |                                                |
| 01 يناير 2018  | 2018 UEC European Track Championships – women's scratch          |                                                |
| 01 يناير 2018  | 2018 UCI Track Cycling World Championships – women's points race |                                                |
| 01 يناير 2018  | 2018 UEC European Track Championships – women's omnium           |                                                |
| 01 يناير 2018  | بطولة العالم للدراجات على المضمار 2018 – سباق الخدش للسيدات      |                                                |
| 01 يناير 2018  | طواف يوركشاير للسيدات 2018                                       | الأول في تصنيف النقاط                          |
| 08 أبريل 2018  | هيلثي أجينج تور 2018                                             | الأول في تصنيف النقاط، الخامس في التصنيف العام |
| 28 يوليو 2018  | رايد لندن الكلاسيكي 2018                                         | الفائز في التصنيف العام                        |
| 01 يناير 2019  | 2019 UEC European Track Championships – women's elimination race |                                                |
| 28 مارس 2019   | ثلاثة أيام من دي بان للسيدات 2019                                | الفائز في التصنيف العام                        |
| 31 مارس 2019   | غنت-وفلجم للسيدات 2019                                           | الفائز في التصنيف العام                        |
| 14 أبريل 2019  | هيلثي أجينج تور 2019                                             | الأول في تصنيف النقاط، الثالث في التصنيف العام |
| 09 يونيو 2019  | طواف بريتاني فيمينين 2019                                        | الأول في تصنيف النقاط، الثاني في التصنيف العام |

## روابط خارجية
- كيرستن وايلد على موقع الاتحاد الدولي للدراجات (الإنجليزية)
- كيرستن وايلد على موقع أرشيف الدراجات (الإنجليزية)
- كيرستن وايلد على موقع إحصائيات الدراجات الإحترافية (الإنجليزية)
- كيرستن وايلد على موقع نسبة الدراجات (الإنجليزية)
- كيرستن وايلد على موقع CycleBase (الإنجليزية)
- كيرستن وايلد على موقع اللجنة الأولمبية الدولية (الإنجليزية)
- كيرستن وايلد على موقع أوليمبيديا (الإنجليزية)
- كيرستن وايلد على موقع تيم أن.أل (الهولندية)